# Гамбринус (фильм)
«Гамбри́нус» — фильм режиссёра Дмитрия Месхиева 1990 года, драма по мотивам одноимённого рассказа Александра Куприна.

## Сюжет
Скрипач-виртуоз и пьяница — еврей Сашка, играет на скрипке свои мелодии в южном портовом городке, в кабаке «Гамбринус».
Действие происходит в начале XX века, фильм о людях, музыке и еврейских погромах.

## В ролях
- Михаил Безверхний — Сашка, скрипач
- Нина Русланова — мадам Иванова
- Ирина Розанова — Катя
- Александр Трофимов — тапёр, «революционер без штанов»
- Борис Плотников — Миша, вор, бизнесмен, чекист
- Виктор Павлов — Степан Лукич, городовой
- Лев Борисов — рыбак
- Эрнст Романов — чиновник
- Наталья Седых — эпизод

## Съёмочная группа
- Автор сценария: Валерий Тодоровский
- Режиссёр-постановщик: Дмитрий Месхиев
- Оператор-постановщик: Юрий Шайгарданов
- Продюсер: Марк Рудинштейн

## Награды
- 1990 — КФ «Дебют-90» (Москва). Специальный приз жюри (Дмитрий Месхиев)
- 1990 — МКФ молодого кино (Валенсия). Специальный приз жюри (Дмитрий Месхиев)

## Съёмки
Главную роль скрипача Сашки исполнил скрипач — лауреат международных конкурсов, профессор Гентской консерватории Михаил Безверхний. В фильме использована музыка: Льва Смирнова, Моцарта, Глюка, Шостаковича, Листа, Ланнера, Баха, Кюни, Шуберта. Музыку в фильме исполняют Михаил Безверхний (скрипка) и Э. Штейнберг (фортепиано)
Критика о роли Александра Трофимова:

В фильме Д. Месхиева «Гамбринус» Трофимов, не жалея характерности, создал портрет тапёра одесской забегаловки, поставив диагноз: неврастения революции. «Рэволюционэр без штанов» — в свою очередь ставят диагноз ему. Актёр снабдил тапёра романтической паганиниевской прядью волос, спадающей на надменное скуластое лицо с вечным бычком в углу рта. Если герой Трофимова в этом фильме и Бес, то из романа Достоевского. Бесовщина революции, брутальная энергия анархизма выливаются под его худыми длинными пальцами в дьявольскую джазовую импровизацию. Он — нигилист времён Интернационала: до основанья, а затем… Он — поистаскавшийся за полстолетия Родион Романович нового поколения. На родство с таганским персонажем Трофимова указывают чёрное пальто и замурзанный шарф, петлёй болтающийся на шее купринского «рэволюционэра». Поверженный своей же революцией, её ангел-буревестник в финале фильма буквально втоптан вакханалией террора в грязь. Трагическая маска низвергнутого Бога хватает дождь ртом.— Юлия Коваленко. «Страстной бульвар, 10»: журнал. — 2012. — Выпуск № 6(146). — Рубрика «Лица».